# Constituição do Japão
A Constituição do Japão (Shinjitai: 日本国憲法; Kyūjitai: 日本國憲法, Hepburn: Nihon-Koku Kenpō) é a lei suprema do Japão. Escrita principalmente por funcionários civis americanos trabalhando sob a ocupação Aliada do Japão, a constituição substituiu a Constituição Meiji de 1890 quando entrou em vigor em 3 de maio de 1947.
A constituição prevê um sistema parlamentar de governo e garante certos direitos fundamentais. Em contraste com a Constituição Meiji, que investiu o Imperador do Japão com o poder político supremo, sob a nova carta o Imperador foi reduzido à função de "símbolo do Estado e da unidade do povo" e exerce apenas um papel cerimonial atuando sob a soberania do povo.
A constituição, também conhecida como "Constituição do Pós-guerra" (戦後憲法, Sengo-Kenpō) ou Constituição pacifista (平和憲法, Heiwa-Kenpō), foi redigida sob a supervisão de Douglas MacArthur, o Comandante Supremo das Potências Aliadas, durante a ocupação Aliada do Japão após a Segunda Guerra Mundial. Estudiosos japoneses revisaram e modificaram antes da adoção. Mudou o sistema anterior de monarquia semi-constitucional e estratocracia autoritária do Japão para uma monarquia parlamentar. A Constituição é mais conhecida pelo seu Artigo 9, pelo qual o Japão renuncia ao seu direito de declarar guerra e manter forças militares.
A constituição japonesa é a constituição não emendada mais antiga do mundo. Não houve nenhuma alteração em seu texto em mais de 70 anos. É uma constituição curta, com apenas 5 000 palavras, em comparação com a média das constituições ao redor do mundo, que possuem 21 000 palavras.

### Constituições anteriores
- Constituição dos dezessete artigos (604) - considerada mais um documento de ensinamentos morais do que uma constituição no sentido moderno.
- Constituição Meiji (1890)

### Outros
- Lei Fundamental da República Federal da Alemanha
- Constituição da República Italiana
- História do Japão
- Política do Japão